# Фарісей Анатолій Олександрович
Анато́лій Олекса́ндрович Фарісе́й (23 березня 1974, с. Шепіївка, Калинівський район, Вінницька область, Українська РСР — 15 лютого 2017, с. Кримське, Новоайдарський район, Луганська область, Україна) — український військовослужбовець, молодший сержант Збройних сил України, учасник російсько-української війни. Позивний «Фарік».

## Біографія
Народився 1974 року в селі Шепіївка на Вінниччині. По закінченні 8 класів сільської школи вступив до Вінницького вищого професійного училища № 4, яке закінчив у 1992 року за спеціальністю кабельника-спайщика. 1992—1994 проходив строкову військову службу в Житомирі. Після армії працював їздовим у колгоспі «Нове життя», доглядав коней та перевозив вантажі. Потім тривалий час працював у Києві експедитором. Брав участь у подіях Революції Гідності.
У зв'язку з російською збройною агресією проти України 29 серпня 2014 року був призваний на військову службу за частковою мобілізацією та зарахований до складу 54-го окремого розвідувального батальйону, в/ч А2076, м. Новоград-Волинський, Житомирська область.
Протягом 2014—2015 брав участь в антитерористичній операції на сході України. Після демобілізації повернувся до мирного життя. 15 березня 2016 вступив на військову службу за контрактом і знову вирушив на фронт.
Молодший сержант, стрілець — помічник гранатометника 2-го взводу 9-ї роти 3-го механізованого батальйону 93-ї окремої механізованої бригади, в/ч А1302, смт Черкаське, Дніпропетровська область.
15 лютого 2017 року близько 23:05 загинув під час бойового чергування від осколкових поранень голови в результаті мінометного обстрілу противником взводного опорного пункту поблизу села Кримське Новоайдарського району Луганської області.
18 лютого похований на кладовищі рідного села Шепіївка.
Неодружений, батьки померли, залишився брат.

## Нагороди та вшанування
Указом Президента України № 12/2018 від 22 січня 2018 року, «за особисту мужність і самовіддані дії, виявлені у захисті державного суверенітету та територіальної цілісності України, зразкове виконання військового обов'язку», нагороджений орденом «За мужність» III ступеня (посмертно).
У червні 2018 року в м. Вінниця на фасаді будівлі Державного професійно-технічного навчального закладу «Вінницьке міжрегіональне вище професійне училище» встановлені меморіальні дошки чотирьом випускникам навчального закладу, які загинули на Сході, серед яких і Анатолій Фарісей.